# Плезантон (Небраска)
Плезантон (енгл. Pleasanton) град је у америчкој савезној држави Небраска.

## Демографија
По попису из 2010. године број становника је 341, што је 19 (-5,3%) становника мање него 2000. године.
| Група             | 2000.       | 2010.       |
| Белци             | 351 (97,5%) | 336 (98,5%) |
| Афроамериканци    | 0 (0,0%)    | 0 (0,0%)    |
| Азијати           | 0 (0,0%)    | 0 (0,0%)    |
| Хиспаноамериканци | 6 (1,7%)    | 4 (1,2%)    |
| Укупно            | 360         | 341         |